# Zweifel-am-Altertum-Schule
Die Zweifel-am-Altertum-Schule (chinesisch 疑古派, Pinyin Yígǔpài, W.-G. I-ku-p'ai auch chinesisch 古史辨派, Pinyin Gǔshǐ biàn pài, W.-G. Ku-shih pien p'ai) war eine geschichtswissenschaftliche Forschungsströmung in der Republik China der 1910er und 1920er Jahre, welche aus der Bewegung für eine Neue Kultur entstand und sich für eine kritische Auseinandersetzung mit der antiken Geschichtsschreibung Chinas, unter Anwendung textkritischer Methoden zur Überprüfung der Authentizität historischer Quellen, einsetzte.
Ihre Hauptvertreter sind Gu Jiegang, Qian Xuantong und Hu Shi. Schriften im Zusammenhang mit der Zweifel-am-Altertum-Schule wurden von 1926 bis 1941 in der Zeitschrift Gushibian veröffentlicht.

## Überblick
Vor dem Hintergrund der Bewegung für eine Neue Kultur, welche sich für eine kritische, erkenntnistheoretische Neubewertung konfuzianischer Werte einsetzte, entstand die Zweifel-am-Altertum-Schule. Eines der wichtigsten Vermächtnisse der Zweifel-am-Altertum-Schule ist die kritische Herangehensweise an historische Quellen, für die sie Pionierarbeit leistete. Die Hauptthese der Denkschule war, dass die bis dato vorherrschende traditionelle chinesische Geschichtsschreibung der präliteraten, prähistorischen Zeit vor der Qin-Dynastie als gesichert angenommen wurde, obwohl Chroniken und Niederschriften auf Grundlage mündlicher Überlieferungen erst mehrere Jahrhunderte später abgefasst wurden. Angestoßen wurde diese kritische Auseinandersetzung mit der Geschichtsschreibung dadurch, dass für ein und dasselbe historische Ereignis mehrere angebliche Originalversionen existierten, welche teilweise extreme Abweichungen voneinander aufwiesen. Die Anhänger der Denkschule vertraten die Meinung, dass es sich bei einigen Überlieferungen um redigierte, ausgeschmückte und gekürzte Versionen wahrer Ereignisse und bei anderen Überlieferungen um vollständige Fälschungen oder Mythen aus späteren Epochen handele. Vermeintliche historische Primärquellen wurden von ihnen, im Gegensatz zum seinerzeit vorherrschenden geschichtswissenschaftlichen Konsens in China, nicht mehr als originalgetreue Überlieferungen betrachtet.
Ziel ihrer Forschung war nicht die Rekonstruktion historischer Ereignisse, sondern anhand von Vergleichen zwischen verschiedenen Schriftstücken zu denselben Ereignissen eine Textgenese zu erarbeiten, um so die Entstehungs- und Entwicklungsprozesse von historischen Überlieferungen sowie ihrer einzelnen Überlieferungsstränge aufzuzeigen.
Hu Shi begründete die Forschungsschule, wobei sein Schüler Gu Jiegang und sein Freund Qian Xuantong sie weiterführten.

## Gushibian
Die Zeitschrift Gushibian (古史辨), deren Titel als „Beurteilungen der antiken Geschichtsschreibung“ übersetzt werden kann, war das Hauptpublikationsmedium der Zweifel-am-Altertum-Schule. Von 1926 bis 1941 veröffentlichten die Herausgeber Gu Jiegang, Luo Genze und Lü Simian sieben Ausgaben mit einem Umfang von 350 Artikeln, welche insgesamt mehr als 3,25 Millionen Schriftzeichen enthalten.
Im Zentrum der Artikel stand die Frage nach der Authentizität alter Geschichtsbücher und deren Inhalte. Im Vorwort zur ersten Ausgabe schrieb Hu Shi, dass Gushibian die chinesische Geschichtsschreibung revolutionieren und in der chinesischen Bevölkerung, durch das Vermitteln des kritischen Denkens, einen Zugang zur Wissenschaft verankern könne. Beschäftigten sich die ersten beiden Ausgaben noch mit der antiken Geschichtsschreibung im Allgemeinen, stand ab der dritten Ausgabe die Textkritik und systematische Erforschung der Textgenese zunehmend im Mittelpunkt der veröffentlichten Artikel.

## Hauptthesen

### Allgemeingültige Aussagen
1923 brachte Gu Jiegang die Hypothese hervor, dass auf die überlieferten Kerninhalte der antiken chinesischen Geschichte im Laufe der Zeit zunehmend weitere Schichten an neu erfundenen Details und Ausschmückungen aufgetragen wurden. Laut seiner These sei der gesamte Kanon der antiken chinesische Geschichte durch drei Eigenschaften gekennzeichnet:
1. „Mit dem Fortschreiten der Geschichte, nahmen [zurückdatierte] Legenden über das Altertum immer stärker zu“ (“时代愈后，传说的古史期愈长”). - So existierten zur Zeit der Zhou-Dynastie Legenden über Yu den Großen, den ersten Kaiser der mythischen Xia-Dynastie; zur Zeit des Konfuzius entstanden Mythen über die Kaiser Yao und Shun; während der Zeit der Streitenden Reiche kamen Legenden über Shennong dazu; in den Qin-Dynastie wurden die Urkaiser Chinas zum ersten Mal erwähnt; ab der Han-Dynastie wurde die Legende von Pangu weitergegeben.[8]
2. „Mit dem Fortschreiten der Geschichte, wurden die Eigenschaften der zentralen, mythischen Personen immer stärker hervorgehoben und ausgeschmückt“ (“时代愈后，传说中的中心人物愈放愈大”) - Beispielsweise wurde Yu der Große zur Zeit der Zhou-Dynastie lediglich ein als heiliger Herrscher betrachtet, in den Statuten des Yao wurden zusätzliche Geschichten über Yu angeführt, welche ihm konfuzianistische Herrschertugenden zusprachen und zur Zeit von Mengzi wurde Yus Legende um Aspekte der Kindlichen Pietät erweitert.[8]
3. „Es können keine Aussagen darüber getroffen werden, welche Überlieferungen der Wahrheit entsprechen und welche Fiktion sind. So können wir nicht rekonstruieren, wie die Geschichte der [vorschriftlichen] Östlichen Zhou-Dynastie seinerzeit wahrgenommen wurde, jedoch wissen wir [dank schriftlicher Aufzeichnungen], wie die Geschichte der Östlichen Zhou während der [späteren] Zeit der Streitenden Reiche betrachtet wurde.“ (在这样的状况下，人们不能知道某一件事的真确状况，但可以知道某一件事在传说中的最早状况。如我们不能知道东周时的东周史，但可以知道战国时的东周史。”)[8]

### Aussagen über konkrete historische Ereignisse und Schriftstücke
- Antike Werke, wie das Buch der Wandlungen und das Buch der Lieder, seien lediglich Wahrsagemethoden ohne tieferen philosophischen Inhalt im konfuzianischen Sinne.
- Bei den antiken Kaisern wie Pangu, Huangdi und Yu der Große handele es sich nicht um reale Personen, sondern reine Mythen.
- Die Konzepte der Yin-Yang-Schule wurden als Aberglaube eingestuft.
- Bei Yu dem Großen handele es sich nicht um den ersten Kaiser der mythischen Xia-Dynastie, sondern um einen Tiergott der zu dieser Zeit als Verzierung auf Gefäßen angebracht wurde. In der Zhou-Dynastie wurde anhand der ikonografischen Rolle der Gefäße der Rückschluss gezogen, dass es sich bei Yu um eine Kaiser-Gottheit aus dem Anbeginn der Menschheit handeln müsse.
- Die friedliche Abdankung der Kaiser Yao und Shun wäre von den Mohisten während der Zeit der Streitenden Reiche fabriziert worden. Schriftstücke, die aus der Endzeit der Zhou-Dynastie stammen und denen eine größere Authentizität zugesprochen wird, berichten, dass der Machtwechsel beider Kaiser nicht friedlich war.
- Die Behauptung, dass Konfuzius die Frühlings- und Herbstannalen verfasst habe, sei nicht nachweisbar. Stattdessen handele es sich dabei um ein Gemeinschaftswerk mehrerer Beamten des Staates Lu.
- Die Werke von Laozi wurden erst zwischen der Qin- und Han-Dynastie verfasst.
- Bei einigen Kapiteln aus dem Buch der Urkunden handle es sich um Schriftstücke aus späteren Epochen: Das Kapitel Tribute des Yu wurde nicht während der Han-Dynastie, sondern während der Zeit der Streitenden Reiche verfasst; das Kapitel Statuten des Yao wurde in der Zeit des Kaisers Wu der Han-Dynastie verfasst.
- Das Buch der Riten wurde von Liu Xin gefälscht und das Zuo Zhuan wurde von ihm redigiert, um die Herrschaft des Kaisers Wang Mang zu unterstützen.
- Der Urkaiser Shennong wurde ebenfalls von Liu Xin erfunden, um die Herrschaftslinie so zu modifizieren, dass Wang Mengs Herrschaft mit den philosophischen Prinzipien der Yin-Yang-Schule übereinstimmt.
- Die Geschichte des Shao Kang Aufstandes während der Xia-Dynastie wurde von der östlichen Han-Dynastie erfunden, um den Guangwu-Aufstand zu legitimieren.
- Konfuzius’ Gedanken zu Familienstrukturen wurden von Wang Su gefälscht.

## Kritik
Die berühmtesten zeitgenössischen Kritiker der Denkschule waren die Intellektuellen Liu Yizheng, Liang Qichao, Wang Guowei, Chen Yinque, and Miao Fenglin. Sie standen alle in Zusammenhang mit der wissenschaftlichen Zeitschrift Xueheng chinesisch 學衡, Pinyin Xuéhéng. Ihre Hauptkritikpunkte waren, dass die Mitglieder der Zweifel-am-Altertum-Schule in ihren Forschungsmethoden und bei der Aufstellung von Hypothesen nicht wissenschaftlich objektiv vorgehen würden, da sie durch das feste Ziel der Widerlegung der bestehenden Geschichtsschreibung voreingenommen wären.

## Bedeutende Vertreter
- Gu Jiegang (1893–1980), Historiker und Begründer der Schule
- Hu Shi (1891–1962), Philosoph, Philologe und Politiker
- Qian Xuantong (1887–1939), Linguist
- Guo Moruo (1892–1978), Schriftsteller und Politiker
- Kang Youwei (1858–1927), Reformer, Pädagoge und Philosoph
- Liang Qichao (1873–1929), Gelehrter, Journalist, Philosoph und Reformer
- Chen Zhu (1890–1944), Historiker
- Feng Youlan (1895–1990), Philosoph
- Zhang Binglin (1868–1936), Philologe und Revolutionär